# Longford Town FC
Longford Town FC är en irländsk fotbollsklubb från Longford.

## Meriter
- Cupmästare: 2 (2003, 2004)[1]

## Placering tidigare säsonger
| Säsong | Nivå | Liga             | Placering | Referens | Kommentar                             |
| ------ | ---- | ---------------- | --------- | -------- | ------------------------------------- |
| 2010   | 2    | First Division   | 8         | [ 2 ]    |                                       |
| 2011   | 2    | First Division   | 6         | [ 3 ]    |                                       |
| 2012   | 2    | First Division   | 3         | [ 4 ]    |                                       |
| 2013   | 2    | First Division   | 2         | [ 5 ]    |                                       |
| 2014   | 2    | First Division   | 1         | [ 6 ]    | Uppflyttad till Premier Division 2015 |
| 2015   | 1    | Premier Division | 6         | [ 7 ]    |                                       |
| 2016   | 1    | Premier Division | 12        | [ 8 ]    | Nedflyttad till First Division 2017   |
| 2017   | 2    | First Division   | 5         | [ 9 ]    |                                       |
| 2018   | 2    | First Division   | 5         | [ 10 ]   |                                       |
| 2019   | 2    | First Division   | 3         | [ 11 ]   |                                       |
| 2020   | 2    | First Division   | 4         | [ 12 ]   |                                       |
| 2021   | 1    | Premier Division | 10        | [ 13 ]   | Nedflyttad till First Division 2022   |
| 2022   | 2    | First Division   | 4         | [ 14 ]   |                                       |
| 2023   | 2    | First Division   | 8         | [ 15 ]   |                                       |
| 2024   | 2    | First Division   | 9         | [ 16 ]   |                                       |

### Fotnoter
1. ↑  http://www.rsssf.com/tablesi/iercuphist.html
2. ↑  http://www.rsssf.com/tablesi/ier2010.html#first
3. ↑  http://www.rsssf.com/tablesi/ier2011.html#first
4. ↑  http://www.rsssf.com/tablesi/ier2012.html#first
5. ↑  http://www.rsssf.com/tablesi/ier2013.html#first
6. ↑  http://www.rsssf.com/tablesi/ier2014.html#first
7. ↑  http://www.rsssf.com/tablesi/ier2015.html
8. ↑  http://www.rsssf.com/tablesi/ier2016.html
9. ↑  http://www.rsssf.com/tablesi/ier2017.html#first
10. ↑  http://www.rsssf.com/tablesi/ier2018.html#first
11. ↑  http://www.rsssf.com/tablesi/ier2019.html#first
12. ↑  http://www.rsssf.com/tablesi/ier2020.html#first
13. ↑  http://www.rsssf.com/tablesi/ier2021.html
14. ↑  http://www.rsssf.com/tablesi/ier2022.html#first
15. ↑  http://www.rsssf.com/tablesi/ier2023.html#first
16. ↑  http://www.rsssf.com/tablesi/ier2024.html#first